# بایان‌جارغالان (توف)
شهرستان بایان‌جارغالان (به زبان مغولی: Баянжаргалан сум، [Bajanžargalan sum]؛ ᠪᠠᠶ᠋ᠠᠨ ᠵᠢᠷᠭᠠᠯᠠᠩ ᠰᠤᠮᠤ، [bayan jirɣalaŋ sumu]) یک شهرستان (سُوم) در مغولستان است که در استان توف واقع شده‌است.

## تقسیمات اداری
شهرستان بایان‌جارغالان متشکل از ۳ قصبه (باغ) می‌باشد، شامل:
- اِردِنه (مغولی: Эрдэнэ баг، [Erdene bag]؛ ᠡᠷᠳᠡᠨᠢ ᠪᠠᠭ، [erdeni baɣ])
- اولان‌اُوخا (مغولی: Улаан ухаа баг، [Ulaan uxaa bag]؛ ᠤᠯᠠᠭᠠᠨ ᠤᠬᠠᠭ᠎ᠠ ᠪᠠᠭ، [ulaɣan uqaɣ-a baɣ])
- جارغالانت (مغولی: Жаргалант баг، [Žargalant bag]؛ ᠵᠢᠷᠭᠠᠯᠠᠩᠲᠤ ᠪᠠᠭ، [jirɣalaŋtu baɣ])